# Minami Takayama
Minami Takayama (高山 みなみ), née le 5 mai 1964 à Adachi à Tokyo, est une chanteuse et seiyū japonaise.

## Biographie
Minami Takayama est membre du groupe pop Two-Mix et était membre de DoCo lorsqu'ils étaient en activité.
Elle est surtout connue pour ses rôles dans Kiki la petite sorcière (Kiki et Ursula), les Moomins (Moomin), Ranma ½ (Nabiki Tendô), Yaiba et  Détective Conan (Conan Edogawa).
Elle a aussi joué le rôle d'Envy dans Fullmetal Alchemist: Brotherhood.
Elle a doublé Petit Empereur dans One Punch Man.
Elle a par ailleurs doublé l'un des protagonistes de la saga Danganronpa (Hajime Hinata) dans les opus Danganronpa 2: Goodbye Despair, Danganronpa 3 et Danganronpa V3: Killing Harmony.

### Vie privée
Minami Takayama s'est mariée à l'auteur de mangas Gosho Aoyama le 5 mai 2005 et a divorcé le 10 décembre 2007.